# Бураго, Александр Петрович
Александр Петрович Бура́го (1846—1883) — полковник русской императорской армии, герой Русско-турецкой войны 1877—78 годов.
Почётный гражданин Пловдива.

## Биография
Александр Петрович Бураго родился 4 (16) марта 1846 года в Харькове.
Во время Русско-турецкой войны отличился в сражении при Пловдиве: выполняя разведывательную задачу поставленную генералом Гурко, капитан Бураго вошёл со сводным эскадроном из 63-х лейб-драгунов в город Пловдив поздней ночью 3 (15) января 1878 года. Там он обнаружил, что турки уже покидают город и направляются частью вдоль железной дороги на восток, частью на Станимаку. Бураго с эскадроном выдвинулся к вокзалу и настигнув отступающие группы неприятеля, открыли по ним огонь. Более тысячи низамов и черкесов Сулейман-паши бежали, оставив всю турецкую корреспонденцию, телеграфный аппарат, два орудия и множество боеприпасов. Лейб-драгуны захватили 56 пленных.
В 0:45 4 (16) января 1878 Бураго доложил генералу Гурко, что Пловдив очищен от турок. За эти действия 27 февраля (11 марта) 1878 капитан лейб-Гвардии Драгунского полка был награждён орденом «Святого Георгия» IV-й степени:
В воздаяние за отличие, оказанное в сражении под Филиппополем, 3 Января 1878 года, где с эскадроном охотников, переправившись вброд чрез реку Марицу, двинулся в город, в то время еще занятый Турецкою дивизиею, и вступил в перестрелку с почти в 25 раз сильнейшим неприятелем.
Ныне на 10-м километре пути из Пловдива к Пазарджику стоит монумент освободителям Пловдива — эскадрону из 63-х лейб-драгунов под командованием капитана Бураго.
Был женат на Надежде Николаевне Бураго.
Умер от туберкулёза на острове Мадейра. Похоронен на Тихвинском кладбище Александро-Невской лавры.